# Stebnik (Ukraina)
Stebnik (ukr. Стебник, Stebnyk) – miasto na Ukrainie, w obwodzie lwowskim, w rejonie drohobyckim.
Stacja kolejowa.

## Historia
Wieś położona na przełomie XVI i XVII wieku w powiecie drohobyckim ziemi przemyskiej województwa ruskiego, w drugiej połowie XVII wieku należała do starostwa drohobyckiego. W 1565 roku istniała tu bania solna i wieże należące do żupy solnej drohobyckiej. 
W 1861 r. w Stebniku urodził się Juliusz Leo, prezydent miasta Krakowa. 
W II Rzeczypospolitej miejscowość była siedzibą gminy wiejskiej Stebnik w województwie lwowskim. W 1922 roku w Stebniku otwarto kopalnię soli potasowej (należała ona do tej samej spółki co kopalnia w Kałuszu).
W 1943 nacjonaliści ukraińscy z OUN-UPA zamordowali tutaj 25 Polaków.
Osiedle typu miejskiego od 1969. W 1975 roku liczyło 18 tys. mieszkańców. Miasto od 1978.
W 1989 roku liczyło 22 200 mieszkańców.
W 2013 roku liczyło 20 993 mieszkańców.

## Pobliskie miejscowości
- Drohobycz